# Linia Kolcewaja
Linia Kolcewaja (ros. Кольцева́я ли́ния; pol. obwodowa lub okrężna linia) – linia metra moskiewskiego otwarta 1 stycznia 1950 roku. Budowę zakończono ostatecznie w 1954 domykając okrąg linii. Długość linii wynosi 19,4 km. Kolcewaja liczy 12 stacji. Na mapie oznaczana numerem 5 i brązowym kolorem.
Wnętrza wszystkich stacji linii ozdobiono z wielkim przepychem – stanowią dziś atrakcje turystyczne, jako czołowe przykłady monumentalnej architektury końcowych lat rządów Stalina. Jego wizerunki, w szczególności na wielkich mozaikach, i pomniki zdobiły w pierwszych latach istnienia linii wszystkie stacje linii, ale zostały usunięte wkrótce po jego śmierci.
Linia okrąża centrum Moskwy częściowo pokrywając się z Pierścieniem Sadowym. W północnej części odbija jednak od niego tak by przebiegać w pobliżu głównych dworców kolejowych miasta. Łącznie obsługuje 7 z 9 głównych dworców w Moskwie. Ponieważ mają one w większości charakter końcowy, linia Kolcewaja jest głównym i najszybszym łącznikiem dla przesiadek pomiędzy nimi.
W planach jest budowa równolegle drugiej linii wokół centrum miasta pod nazwą Linia Chodyńskaja (Ходынская линия).

## Rozwój[1]
| Data             | Odcinek                      | Liczba stacji | Długość |
| ---------------- | ---------------------------- | ------------- | ------- |
| 1 stycznia 1950  | Park Kultury – Kurskaja      | 6             | 6,5 km  |
| 30 stycznia 1952 | Kurskaja – Biełorusskaja     | 4             | 7.0 km  |
| 14 marca 1954    | Biełorusskaja – Park Kultury | 2             | 5.9 km  |
| Łącznie:         | Łącznie:                     | 12            | 19,4 km |

## Zmiany nazw stacji[1]
| Data zmiany     | Stacja         | Poprzednia nazwa (cyrylica)  | Poprzednia nazwa (trb. łacińska) |
| --------------- | -------------- | ---------------------------- | -------------------------------- |
| 6 czerwca 1961  | Dobryninskaja  | Серпуховская                 | Sierpuchowskaja                  |
| 6 czerwca 1961  | Oktiabr´skaja  | Калужская                    | Kałużskaja                       |
| 20 czerwca 1966 | Prospiekt Mira | Ботанический Сад             | Botaniczeskij Sad                |
| 19 lipca 1980   | Park Kultury   | Парк Культуры имени Горького | Park Kultury imeni Gorkogo       |

## Zajezdnia
Linia jest obsługiwana przez zajezdnię Tcz-4 Krasnaja Priesnia (ТЧ-4 «Красная Пресня»).

## Lista stacji
| #  | Nazwa (cyrylica)  | Nazwa (trb. łacińska) | Otwarcie | Możliwe przesiadki (linia)                                | Możliwe przesiadki (stacja)    |
| -- | ----------------- | --------------------- | -------- | --------------------------------------------------------- | ------------------------------ |
| 1  | Парк Культуры     | Park Kultury          | 1950     | Sokolniczeskaja                                           | Park Kultury                   |
| 2  | Октябрьская       | Oktiabr´skaja         | 1950     | Kałużsko-Riżskaja                                         | Oktiabr´skaja                  |
| 3  | Добрынинская      | Dobryninskaja         | 1950     | Sierpuchowsko-Timiriaziewskaja                            | Sierpuchowskaja                |
| 4  | Павелецкая        | Pawieleckaja          | 1950     | Zamoskworieckaja                                          | Pawieleckaja                   |
| 5  | Таганская         | Taganskaja            | 1950     | Tagansko-Krasnopriesnienskaja Kalininskaja                | Taganskaja Marksistskaja       |
| 6  | Курская           | Kurskaja              | 1950     | Arbatsko-Pokrowskaja Lublinsko-Dmitrowskaja Kursko-Riżska | Kurskaja Czkałowskaja Kurskaja |
| 7  | Комсомольская     | Komsomolskaja         | 1952     | Sokolniczeskaja Kursko-Riżska                             | Komsomolskaja Kałanczowskaja   |
| 8  | Проспект Мира     | Prospiekt Mira        | 1952     | Kałużsko-Riżskaja                                         | Prospiekt Mira                 |
| 9  | Новослободская    | Nowosłobodskaja       | 1952     | Sierpuchowsko-Timiriaziewskaja                            | Miendielejewskaja              |
| 10 | Белорусская       | Biełorusskaja         | 1952     | Zamoskworieckaja Biełorussko-Sawiołowska                  | Biełorusskaja Biełorusskaja    |
| 11 | Краснопресненская | Krasnopriesnienskaja  | 1954     | Tagansko-Krasnopriesnienskaja                             | Barrikadnaja                   |
| 12 | Киевская          | Kijewskaja            | 1954     | Arbatsko-Pokrowskaja Filowskaja                           | Kijewskaja                     |

### Stacje planowane
| # | Nazwa (cyrylica) | Nazwa (trb. łacińska) | Planowane otwarcie | Status    | Możliwe przesiadki (linia) | Możliwe przesiadki (stacja) |
| - | ---------------- | --------------------- | ------------------ | --------- | -------------------------- | --------------------------- |
| 1 | Суворовская      | Suworowskaja          | 2023               | W budowie | Lublinsko-Dmitrowskaja     | Dostojewskaja               |

## Galeria

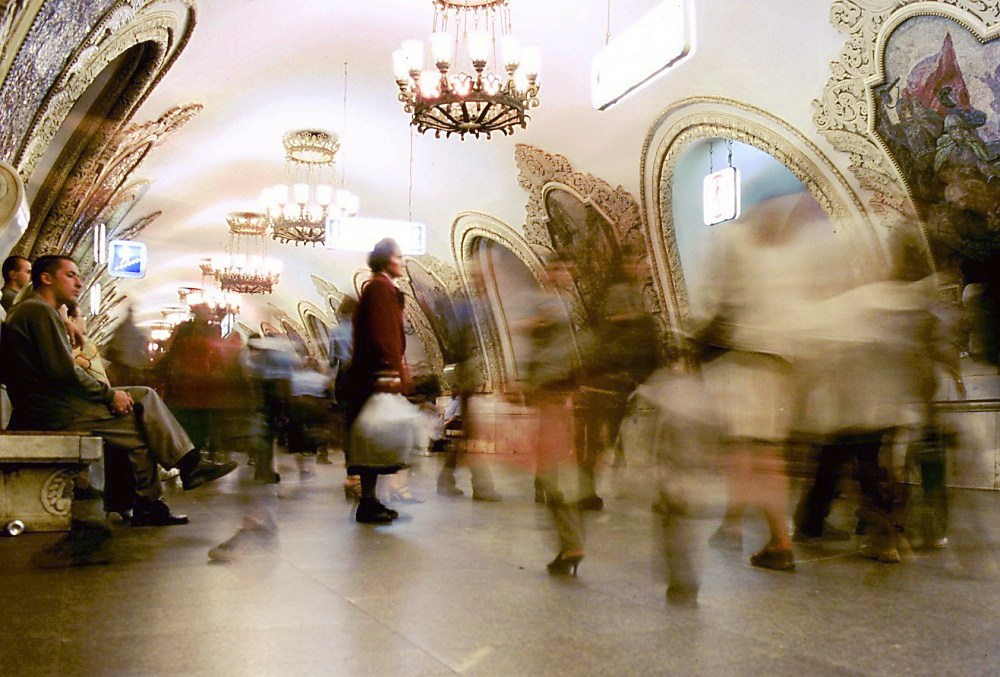
Stacja Kijewskaja
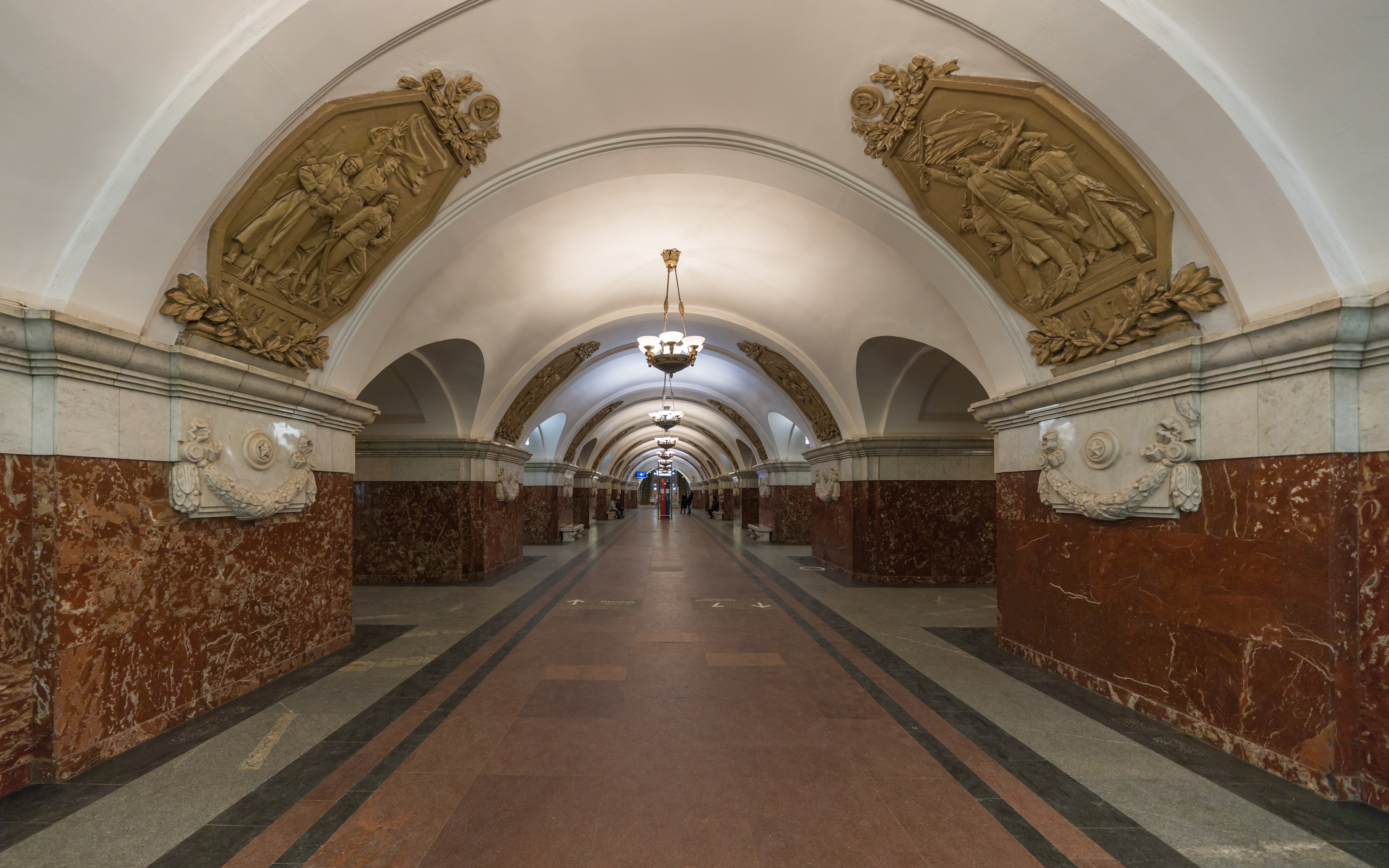
Stacja Krasnopriesnienskaja
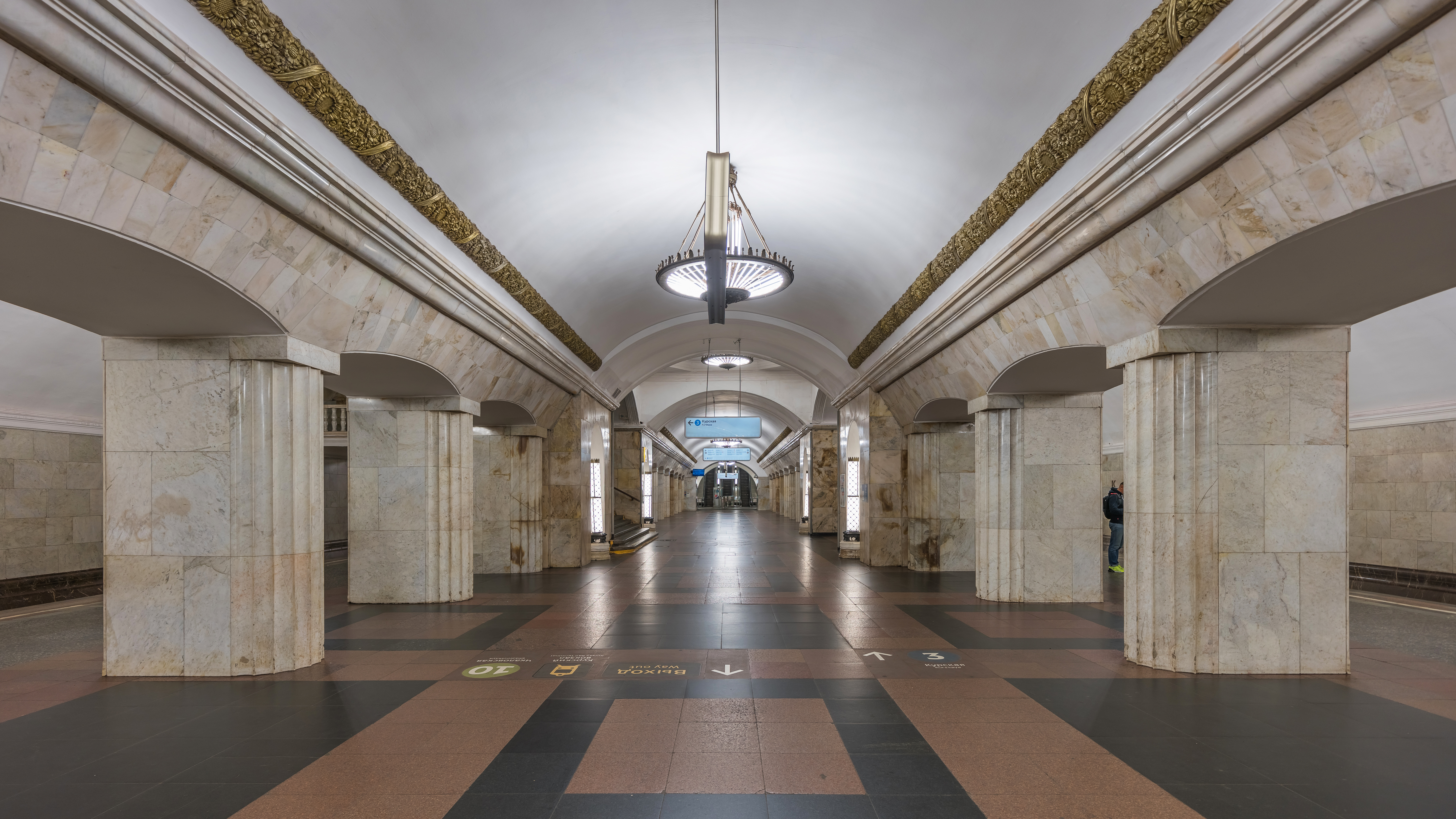
Stacja Kurskaja
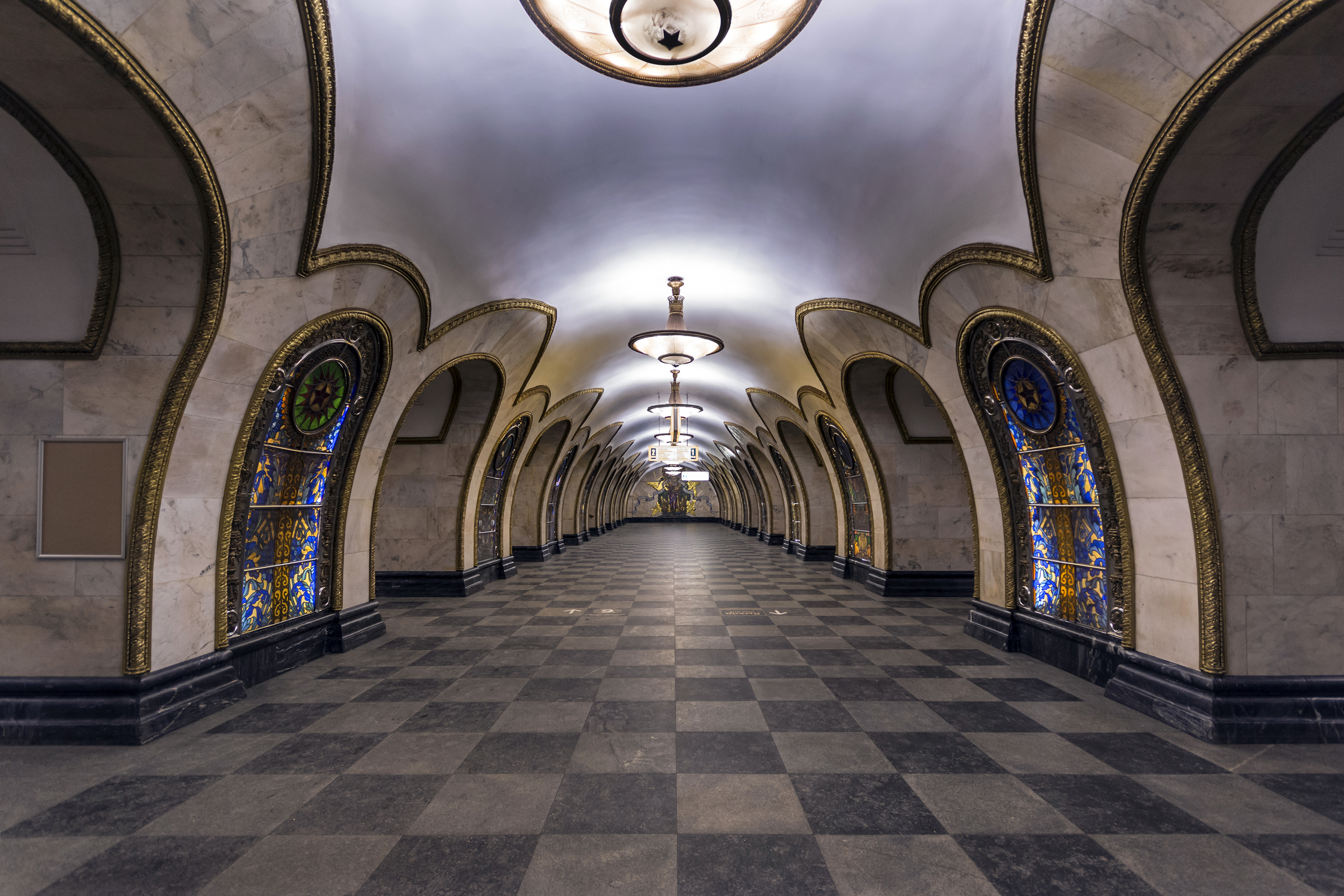
Stacja Nowosłobodskaja
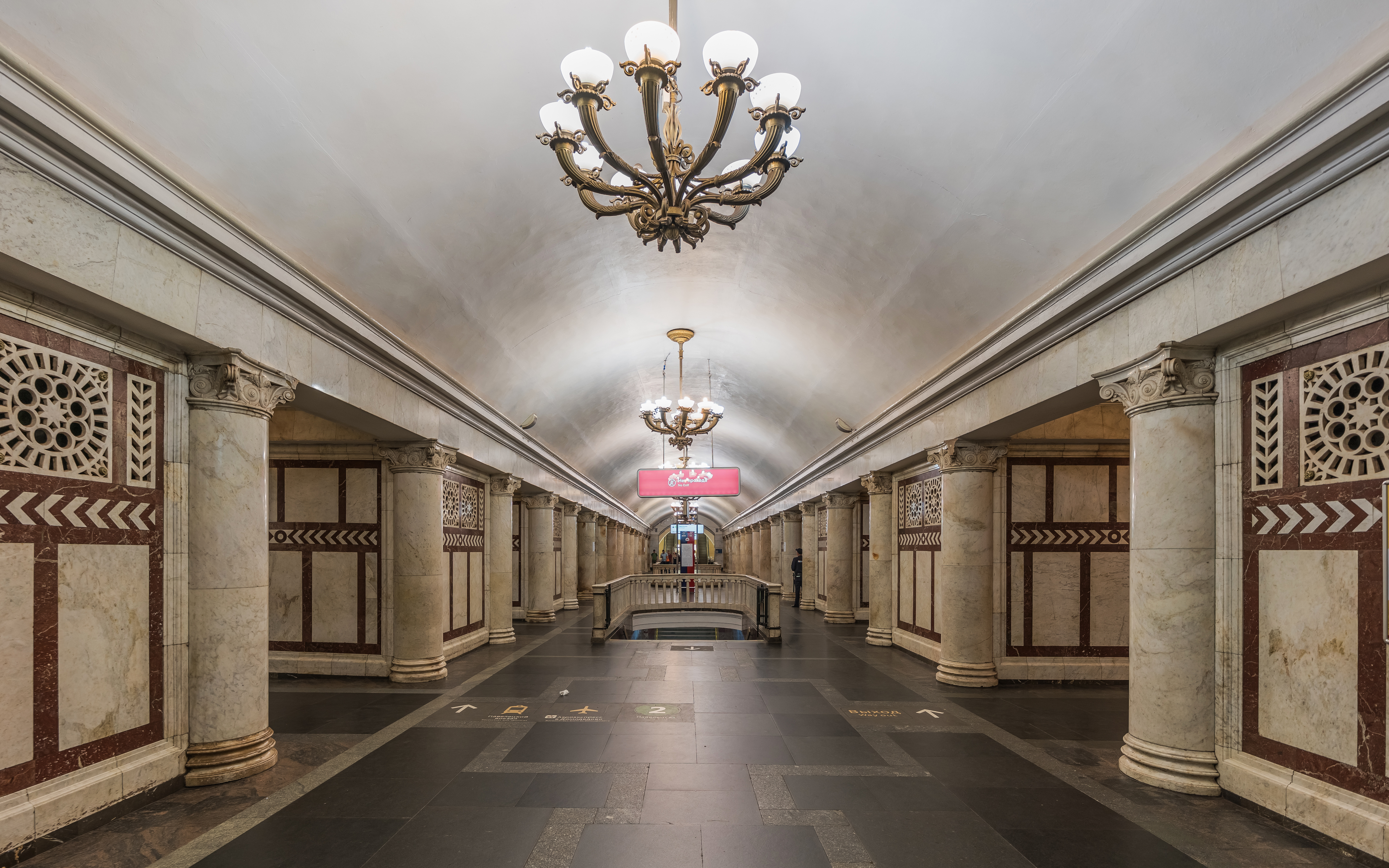
Stacja Pawieleckaja
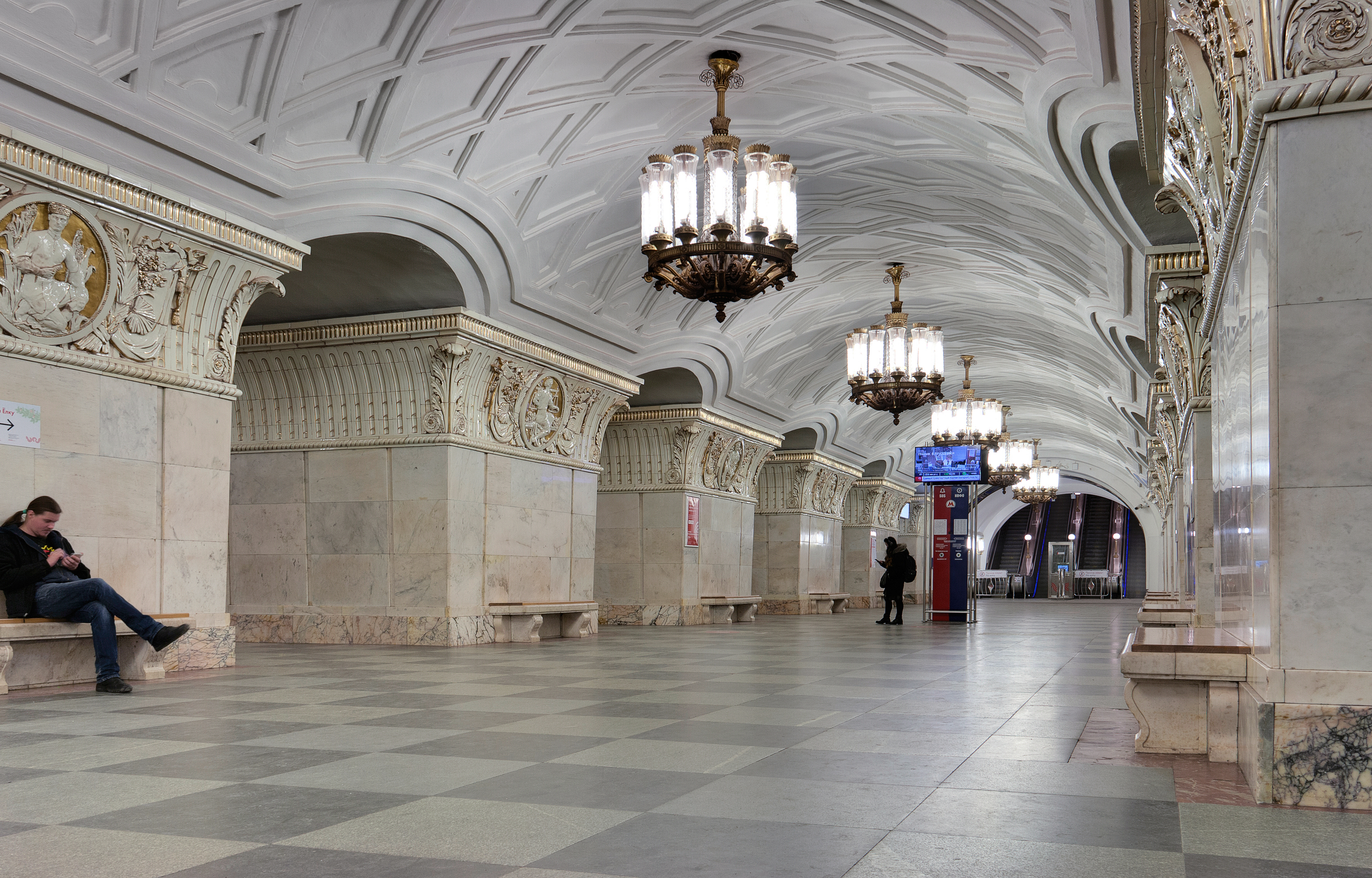
Stacja Prospekt Mira
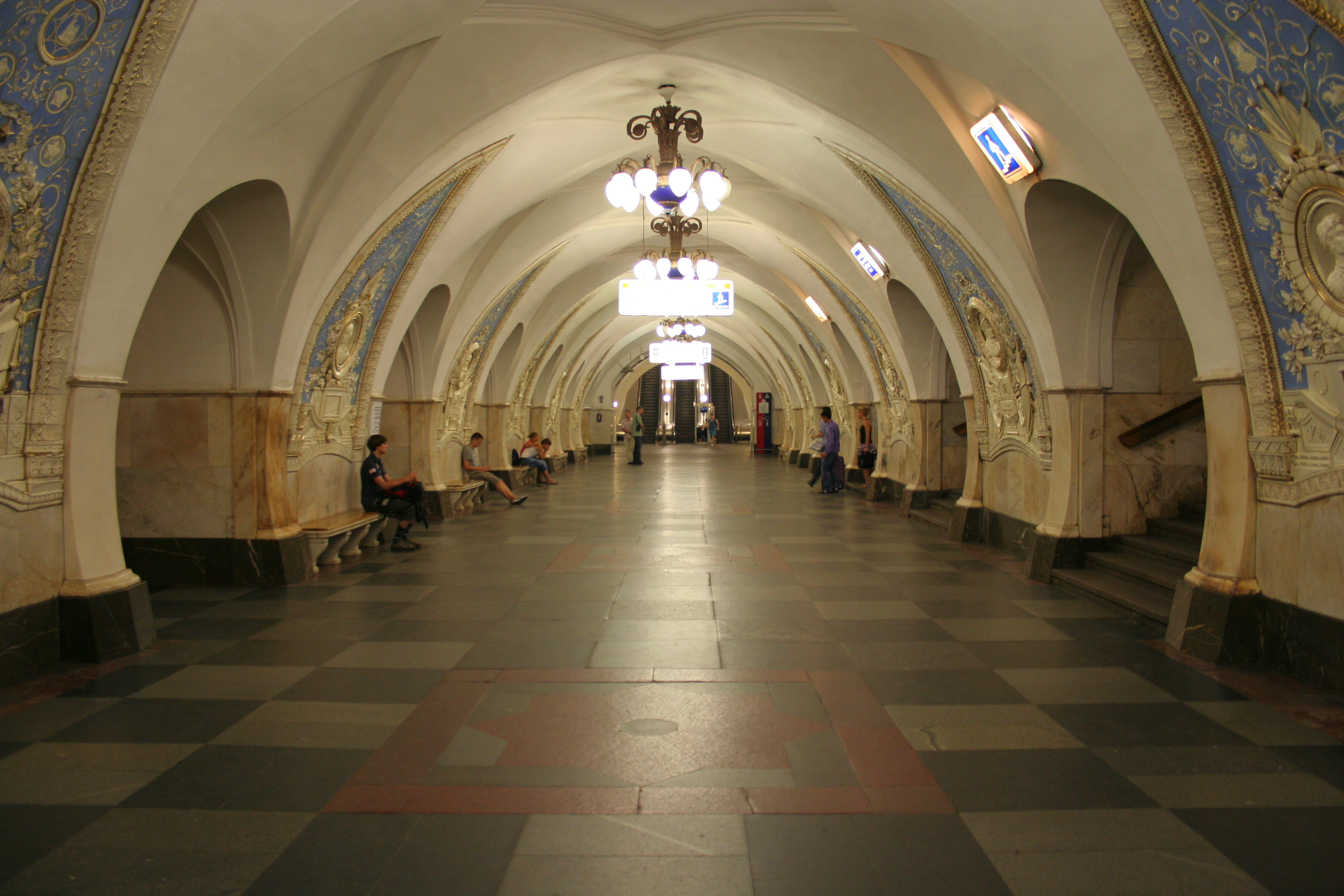
Stacja Taganskaja